# The Pajama Game
The Pajama Game è un musical con libretto di George Abbott e Richard Bissell, musica e parole di Richard Adler e Jerry Ross, tratto dal romanzo di Richard Bissell 7½ Cents. Il musical debuttò al Saint James Theatre di Broadway il 13 maggio 1954 e rimase in scena 1063 repliche, vincendo tre Tony Award: miglior musical, miglior attrice non protagonista in un musical (Carol Haney) e migliori coreografie (Bob Fosse).
La prima londinese è stata al London Coliseum, nel West End il 13 ottobre 1955 per 588 repliche.
Il revival di Broadway nel 2006 si è chiuso dopo 129 repliche.
Dal musical è stato tratto il film del 1957 Il gioco del pigiama, diretto da George Abbott e Stanley Donen.

## Produzioni
- Broadway, 1954: John Raitt, Janis Paige, Eddie Foy, Jr., Carol Haney, Stanley Prager, Shirley MacLaine; regia di George Abbott e Jerome Robbins, coreografie di Bob Fosse.[1]
- Londra, 1955: Edmund Hockridge, Joy Nichols, Max Well, Elizabeth Seal; regia di Robert E. Griffith, coreografie di Bob Fosse.[2]
- Broadway, 1973: Hal Linden, Barbara McNair, Cab Calloway; regia di George Abbott, coreografie di Zoya Leporska.[4]
- New York, 1989: Judy Kaye,  Richard Muenz, Lenora Nemetz, David Green; regia e coreografie di Theodore Pappas.[5]
- Broadway, 2006: Kelli O'Hara, Joy Nichols, Harry Connick Jr.; regia e coreografie di Kathleen Marshall.[3]
- Chichester, 2013 e Londra, 2014: Joanna Riding, Michael Xavier, Hadley Fraser, Dan Burton; regia di Richard Eyre, coreografie di Stephen Mear.[6]

## Riconoscimenti
- Tony Award
  - 1955 – Miglior musical
  - 1955 – Miglior attrice non protagonista in un musical a Carol Haney
  - 1955 – Miglior coreografia a Bob Fosse
  - 2006 – Miglior revival di un musical
  - 2006 – Miglior coreografia a Kathleen Marshall
- Drama Desk Award
  - 2006 – Migliore coreografia a Kathleen Marshall
- Outer Critics Circle Award
  - 2006 – Migliore coreografia a Kathleen Marshall
- Theatre World Award
  - 2006 – a Harry Connick Jr.